# Grimsthorpe Castle
Grimsthorpe Castle är ett slott i Storbritannien.   Det ligger i grevskapet Lincolnshire och riksdelen England, i den sydöstra delen av landet, 140 km norr om huvudstaden London. Grimsthorpe Castle ligger 66 meter över havet.
Terrängen runt Grimsthorpe Castle är platt, och sluttar österut. Runt Grimsthorpe Castle är det ganska tätbefolkat, med 139 invånare per kvadratkilometer. Närmaste större samhälle är Bourne, 5,4 km sydost om Grimsthorpe Castle. Trakten runt Grimsthorpe Castle består till största delen av jordbruksmark.